# Tipula hollandi
Tipula hollandi är en tvåvingeart som beskrevs av Alexander 1934. Tipula hollandi ingår i släktet Tipula och familjen storharkrankar. Inga underarter finns listade i Catalogue of Life.